# Laodameia (Tochter des Amyklas)
Laodameia (altgriechisch Λαοδάμεια Laodámeia) ist in der griechischen Mythologie die Tochter des Amyklas.
Sie wird von Pausanias als Gattin des Arkas genannt und ist von ihm die Mutter des Triphylos. In der Bibliotheke des Apollodor ist ihr Name Leaneira, und sie gebiert dem Arkas die Söhne  Elatos und  Apheidas.